# Шрам (роман Мьевиля)
«Шрам» (англ. The Scar) — третий роман британского писателя Чайны Мьевиля, вторая часть трилогии о Нью-Кробюзоне. Сам автор определяет жанр как «странная фантастика» (Weird Fiction), однако по всем признакам он соответствует канонам фэнтезийного стимпанка. В 2003 году «Шрам» получил награду British Fantasy Award и был номинирован на премию Артура Кларка.

## Сюжет
Действие происходит в том же мире, что и в другом романе Мьевиля «Вокзал потерянных снов». Это не прямое продолжение, хотя сюжет стартует сразу после событий, описанных в предыдущей книге. В «Шраме» другие персонажи и место действия, произведение можно читать независимо от «Вокзала потерянных снов».
В центре повествования — плавучий город Армада, правители которого хотят призвать сверхъестественное существо для того, чтобы город передвигался быстрее. Одновременно с этим лингвистка Беллис Хладовин и авантюрист Сайлас Фенек (Саймон Фенч), захваченные пиратами Армады, узнают, что их родному городу Нью-Кробюзону угрожает вторжение чуждой цивилизации.